# Михайловка (Ермекеевский район)
Михайловка (баш. Михайловка) — деревня в Ермекеевском районе Республики Башкортостан Российской Федерации. Входит в состав Суккуловского сельсовета.

## География

### Географическое положение
Расстояние до:
- районного центра (Ермекеево): 20 км,
- центра сельсовета (Суккулово): 2 км,
- ближайшей ж/д станции (Приютово): 51 км.

## Население
| 2002 | 2009 | 2010 |
| ---- | ---- | ---- |
| 46   | ↘34  | ↗36  |

Национальный состав
Согласно переписи 2002 года, преобладающие национальности — мордва-эрзяне (50 %), чуваши (39 %).